# مورغان شيبرد
مورغان شيبرد (بالإنجليزية: Morgan Shepherd)‏ هو مالك فريق ناسكار ‏ أمريكي، ولد في 12 أكتوبر 1941 في Ferguson, North Carolina ‏ في الولايات المتحدة.

## وصلات خارجية
- الموقع الرسمي
- مورغان شيبرد على موقع Racing-Reference.info (الإنجليزية)